# 다지리정 (미야기현)
다지리정(田尻町)은 2006년까지 존속한 미야기현 도다군에 설치되었던 정이다. 현재는 오사키시의 일부에 해당한다.
인구의 약 60%가 농업에 종사하는 벼농사와 축산을 기반으로 한 마을로 마을 면적의 약 절반이 농지였다. 3노선의 환승역 고우시다역을 가지는 코우시다쵸 및 현북의 경제 중심지로서 발전해 온 후루카와시와 인접하고 있기도 해 옛부터 이것들 2 시쵸에의 생활의존도가 높았다.

## 경제

### 산업
벼농사와 축산을 중심으로 한 농업이 주체.
- 농가 인구: 8,136명
  - 농가 수: 1,655호
  - 농지면적: 3,263ha
  - 농업 총생산액 : 총 5,210백만엔
  - 쌀 3,170백만엔
  - 축산 1,560백만엔

## 이벤트
- 다지리 크로스컨트리 대회(2월 7일)
- 다지리 호이치(4월 4일~5일, 11월 상순)
- 파크골프 전국교류대회 '사쿠라컵'(4월 24일(전야제), 25일(대회))
- 점보고기축제 in 다지기리 (8월 중순)

## 교통

### 철도
- 도호쿠 본선